# 田中大文
田中大文（10月31日—）是日本声優，神奈川县横浜市出身，青二塾東京校第19期生畢業，現在隸屬於青二Production事務所。

## 演出作品

### 電視動畫
1999年
- 蟲孽（山賊A）

2000年
- 勝負師伝説 哲也（客人C、玄人B、男B）
- ONE PIECE（魚人、海兵隊）
- 淘氣小樂樂（青年）

2001年
- ONE PIECE（夏因、醫生20）
- 棋靈王（海王中副將）
- 通靈王（切爾）
- 櫻桃小丸子（路人、庫克船長、星探、服務生）

2002年
- 犬夜叉（村民）
- 驚爆危機（部下B、野蠻人B）
- 十二國記（高卓的學長）

2004年
- 筋肉人II世（縮小人〈韓式煎餅人〉）
- 鼻毛真拳（阿母巴奇之助、金田達治、娃娃超人、月曆）

2005年
- 鼻毛真拳（日曬君、山下先生、THE湯之味、小豬長男、列車長）

2006年
- 貧窮姊妹物語（藥店老頭、超商店員、醫生）

2007年
- 鬼太郎第五期（店員、助理監督、少年、散漫男子、亞倫、天狗警察）

2008年
- 鬼太郎第五期（警衛、助役、青年、魑魅魍魎、康平的父親、男記者、天狗、村民、男性、工事夫、編輯長）
- 櫻桃小丸子（ふすま屋、玩具店老闆）

2009年
- 你好 安妮 ～Before Green Gables（亨利、機關士）

2011年
- 我們沒有羽翼（侍從A）

2012年
- 聖鬥士星矢Ω（拜耳）

2015年
- 境界觸發者（柿崎國治）

### OVA
- 超級機械人大戰ORIGINAL GENERATION THE ANIMATION - 名高英太
- 守護女神月天 - 齊藤先生

### 遊戲
- 三國志戰記 - 徐晃、蔡邕
- 真三國無雙系列、無雙大蛇系列- 張遼（真三國無雙2開始至今）
- 純愛手札3 - 矢部卓男
- VitaminX - 祐次
- 戰國SLOT 信長之野望·天下創世 - 北條氏康

### 動畫
- 《永遠の法》 - 星川隆太
- 《筋肉人II世 筋肉人参爭奪!超人大戰爭》 - 彈超人

### 特攝
- 《假面騎士DECADE 全騎士對大修卡》 - 假面騎士V3

## 外部連結
- 事務所公開簡歷 （页面存档备份，存于）（日語）